# MÁV 289
A THÉV 501-506 sorozat egy szerkocsis keskeny nyomtávú gőzmozdonysorozat volt a Torontáli HÉVnél (röviden: THÉV). Később  MÁV XXIb  osztályba, majd 1911-től 289 sorozatba osztották be őket.

## Története
A Torontáli HÉV az 1898-ban megnyitott Nagybecskerek–Zsombolya keskeny nyomközű vonala kiszolgálására 6 db B tengelyelrendezésű mozdonyt vásárolt a Weitzer cégtől. 1900-ban a MÁV átvette a vasútvonal működtetését, és a mozdonyokat saját pályaszámaival látta el: a XXIb. osztály 6961-6966 pályaszámokat jelölte ki nekik. 1911-ben az új pályaszámrendszerben a 289 sorozatba lettek beosztva és a 001-006 pályaszámokat kapták.
A trianoni békeszerződés a mozdonyok közül ötöt a SHS-nek ítélt, ahol azok megtartották korábbi pályaszámaikat. 1933-ban a JDZ 174-001-174-005 pályaszámokat adott nekik és a 174-005 pályaszámú (ex. MÁV 289.006) gép selejtezésével megkezdte a sorozat mozdonyainak selejtezését, amit 1936-ra fejezett be.
A MÁV a megmaradt 289,005 pályaszámú mozdonyt 1938-ban selejtezte.